# Porto Velho Shopping
O Porto Velho Shopping, localizado em Porto Velho, é o maior shopping center do Estado de Rondônia. Possui 45 mil m² de Área Bruta locável (ABL) e recebe cerca de 700 mil consumidores mensalmente. Foi construído e é administrado pela Ancar Ivanhoe, empreendedora de shoppings centers há 40 anos no Brasil.
Inaugurado em 30 de outubro de 2008, o shopping passou por uma expansão de 14 mil m² de ABL, em novembro de 2013. Com isso, o Porto Velho Shopping é atualmente o 7º maior shopping em funcionamento da Região Norte do Brasil.
O empreendimento mudou a vida social de toda a população rondoniense. O hábito de ir ao shopping atrai 40 mil visitantes em fins de semana e véspera de comemorações.
Atualmente conta com mais de 200 operações divididas em 3 pisos. São 8 âncoras, 9 megalojas e 6 salas de cinema da rede Cinematográfica Araújo . O estacionamento possui 2.332 vagas de carros e 251 de motos..